# Krasno (Brda)
Krasno é um assentamento localizado no município de Brda na Eslovênia. Possuía uma população estimada de 99 habitantes em 2020.